# Lorelei King
Lorelei Elizabeth King (Pittsburgh, 8 marzo 1963) è un'attrice statunitense apparsa nel film Notting Hill con Julia Roberts e Hugh Grant.

## Filmografia parziale
- Notting Hill (1999)